# Marta Štefánková

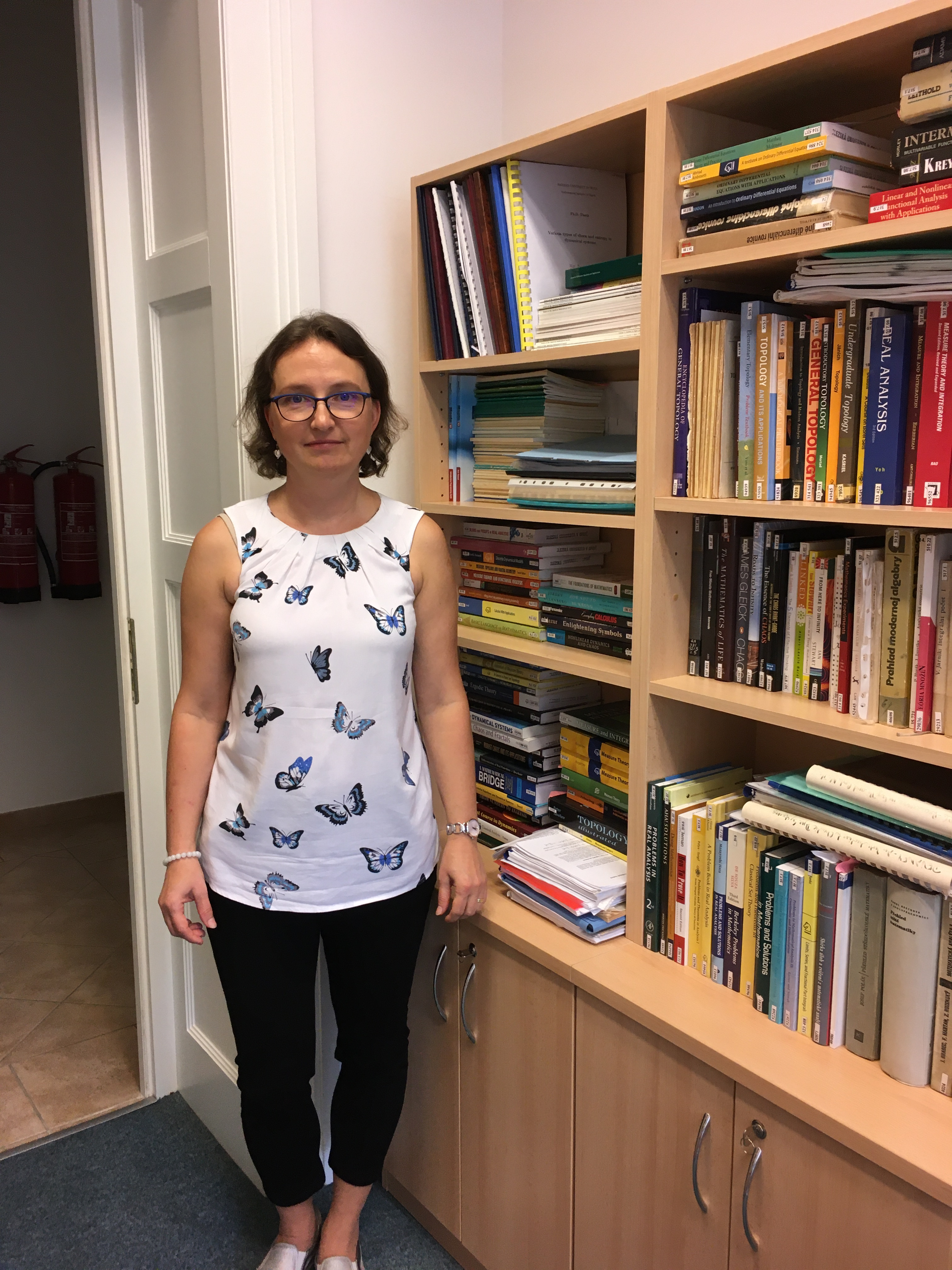
Marta Štefánková (2019)

Marta Štefánková z domu Babilonová (ur. 28 stycznia 1974 w Trzyńcu) – dr hab., pracownik naukowo-pedagogiczny w Instytucie Matematyki Uniwersytetu Śląskiego w Opawie, członek grona pedagogicznego szkoły językowej Jazykovka Bystřice, nauczyciel fizyki w Polskim Gimnazjum im. Juliusza Słowackiego w Czeskim Cieszynie.

## Życiorys
Jest córką Bronislava i Karly Babilonovych. Uczęszczała do PSP Bystrzyca im. Stanisława Hadyny, a później do Polskiego Gimnazjum im. Juliusza Słowackiego w Czeskim Cieszynie. Studia doktoranckie i magisterskie ukończyła w Instytucie Matematyki na Uniwersytecie Śląskim w Opawie (1992–2000).
W 1997 obroniła pracę magisterską „On a conjecture of Agronsky and Ceder concerning orbit-enclosing omega limit sets”, w 2000 pracę doktorską „Chaos in discrete dynamical systems” (promotorem był Jaroslav Smítal), a w 2003 pracę habilitacyjną „Chaotic maps on compact meric spaces”.

### Praca
Była kierowniczką Katedry Analizy Rzeczywistej i Układów Dynamicznych w Instytucie Matematyki Uniwersytetu Śląskiego w Opawie. Uczyła matematyki (przedmioty podstawowe i wyspecjalizowane) studentów matematyki, informatyki i fizyki. Od roku 2019 naucza matematyki i fizyki w szkole językowej Jazykovka Bystřice, a od roku 2020 naucza fizyki w Polskim Gimnazjum im. Juliusza Słowackiego w Czeskim Cieszynie.
W ramach pracy naukowej zajmuje się teorią chaosu. Jest autorką lub współautorką ponad 30 prac naukowych. Wypromowała pięcioro doktorów.

## Życie prywatne
Ma brata Roberta Babilona. Od urodzenia mieszka w Bystrzycy, ma męża i trójkę dzieci.

## Wyróżnienia
- Nagroda Ministra Szkolnictwa dla wybitnych studentów (2000)[7]
- Nagroda Rektora Uniwersytetu Śląskiego za „ważne wyniki naukowe w układach dynamicznych, funkcjach rzeczywistych, równaniach funkcyjnych i analizie zespolonej” (2007)[7]
- Nagroda The Learned Society of the Czech Republic(inne języki) dla młodych naukowców „za uznany na arenie międzynarodowej wkład w teorię układów dynamicznych” (2008)[7]
- Stypendium L’Oréal dla kobiet w nauce (projekt Czeskiej Komisji dla UNESCO i Akademii Nauk Republiki Czeskiej, 2009)[7]
- Tacy Jesteśmy 2009[8]

## Publikacje
- M. Babilonova, On a conjecture of Agronsky and Ceder concerning orbit-enclosing omega limit sets, Real Analysis Exchange 23 (1997/98) 773–777.
- M. Babilonova, Distributional chaos for triangular maps, Annales Mathematicae Silesianae 13 (1999) 33–38.
- M. Babilonova, The bitransitive continuous maps of the interval are conjugate to maps extremely chaotic a.e., Acta Math. Univ. Comen. 69 (2000) (2) 229–232.
- M. Babilonova, Massive chaos, Real Analysis Exchange 25 (1999/2000) (1) 43–44.
- M. Babilonova, On stationary and determining sets for J-convex functions. Real Analysis Exchange (2000), Summer Symposium 2000 Suppl., 29–34.
- M. Babilonova-Stefankova, Solution of a problem of S. Marcus concerning J-convex functions, Aequationes Mathematicae 63 (2002) 136–139.
- M. Babilonova-Stefankova, Extreme chaos and transitivity, Internat. J. Bifur. Chaos Appl. Sci. Engrg. 13 (2003), 1695–1700.
- J. Smital and M. Stefankova, Strongly omega-chaotic mappings of the interval, Real Analysis Exchange 27 (1) 2001/2002, 25th Summer Symposium Conference Report, 43–46.
- J. Smital and M. Stefankova, Omega-chaos almost everywhere, Discrete and Continuous Dynamical Systems 9 (2003), 1323–1327.
- J. Smital and M. Stefankova, Distributional chaos for triangular maps, Chaos, Solitons and Fractals 21 (2004), 1125–1128.
- L. Reich, J. Smital and M. Stefankova, The continuous solutions of a generalized Dhombres functional equation, Math. Boh. 129 (2004), 399–410.
- F. Balibrea, J. Smital and M. Stefankova, The three versions of distributional chaos, Chaos, Solitons and Fractals 23 (2005), 1581-1583.
- A. Rysavy and M. Stefankova (Eds.), Report of Meeting, The Forty-second International Symposium on Functional Equations, June 20–27, 2004, Opava, Czech Republic, Aequationes Mathematicae 69 (2005), 164-200.
- L. Reich, J. Smital and M. Stefankova, The converse problem for a generalized Dhombres functional equation, Math. Bohemica 130 (2005), 301-308.
- M. Stefankova, On topological entropy of transitive triangular maps, Topology Appl. 153 (2006), 2673-2679.
- L. Reich, J. Smital and M. Stefankova, Local analytic solutions of the generalized Dhombres functional equation I, Sitzungsberichte Oesterreich. Akad. Wiss. Abt. II, 214 (2006), 3-25.
- L. Reich, J. Smítal and M. Štefánková, The holomorphic solutions of the generalized Dhombres functional equation, J. Math. Anal. Appl. 333 (2007), 880-888.
- P. Oprocha and M. Štefánková, Specification property and distributional chaos almost everywhere, Proc. Amer. Math. Soc. 136 (2008), 3931-3940.
- L. Reich, J. Smítal and M. Štefánková, Locally analytic solutions of the generalized Dhombres functional equation II, J. Math. Anal. Appl. 355 (2009), 821-829.
- F. Balibrea, J. Smítal and M. Štefánková, A triangular map of type 2 to infinity with positive topological entropy on a minimal set, Nonlin Anal A – Theor Meth Appl 74 (2011), 1690–1693.
- L. Reich, J. Smítal and M. Štefánková, Functional equation of Dhombres type in the real case, Publ Math Debrecen 78 (2011), 659-673.
- F. Balibrea, J. Smítal and M. Štefánková, On open problems concerning distributional chaos for triangular maps, Nonlin. Anal. A: Theory, Methods Appl. 74 (2011), 7342-7346.
- M. Štefánková, Strange chaotic triangular maps, Chaos, Solitons & Fractals 45 (2012), 1188-1191.
- T. Downarowicz and M. Štefánková, Embedding Toeplitz systems in triangular maps; The last but one problem of the Sharkovsky classification program, Chaos, Solitons & Fractals 45 (2012), 1566–1572.
- L. Reich, J. Smítal and M. Štefánková, On generalized Dhombres equations with non-constant rational solutions in the complex plane, J. Math. Anal. Appl. 399 (2013), 542–550.
- M. Štefánková, Strong and weak distributional chaos, J. Difference Equ. Appl. 19 (2013), 114–123.
- L. Reich, J. Smítal, M. Štefánková, Singular solutions of the Generalized Dhombres functional equation, Results Math 65 (2014), 251–261.
- F. Balibrea, J. Smítal and M. Štefánková, Dynamical systems generating large sets of probability distribution functions, Chaos, Solitons & Fractals 67 (2014), 38-42.
- J. Smítal and M. Štefánková, On regular solutions of the generalized Dhombres equation, Aequationes Math. 89 (2015), 57–61.
- L. Reich, J. Smítal, and M. Štefánková, On regular solutions of the generalized Dhombres equation II, Results in Math. 67 (2015), 521–528.
- J. Dvořáková, N. Neumärker and M. Štefánková, On omega-limit sets of non-autonomous dynamical systems with a uniform limit of type $2^{\infty}$, J. Differ. Equ. Appl. 22 (2016), 636–644.
- M. Štefánková, Inheriting of chaos in uniformly convergent nonautonomous dyamical systems on the interval, Discrete Cont Dynam Sys A 36 (2016), 3435–3443.
- M. Štefánková, The Sharkovsky program of classification of triangular maps – a survey. Topology Proceedings 48 (2016), 135–150.
- M. Foryś-Krawiec, P. Oprocha and M. Štefánková, Distributionally chaotic systems of type 2 and rigidity, J. Math. Anal. Appl. 452 (2017), 659–672.
- J. Smítal and M. Štefánková, Generalized Dhombres functional equation, in: „Developments in Functional Equations and Related Topics”, Springer Optimization and Its Applications 124 (2017), 297–303.
- M. Mlíchová and M. Štefánková, On generic and dense chaos for maps induced on hyperspaces, J. Diff. Equ. Appl. 24 (2018), 685 – 700.
- F. Balibrea, J. Smítal, M. Štefánková, Generic properties of nonautonomous dynamical systems, Int. J. Bifur. Chaos 28 (2018), 1850102, 7 pp.

Źródło.